# Laurent Baffie
Laurent Baffie (Montreuil, Sena,1958), és un humorista, presentador de ràdio i televisió, autor i director de teatre i escriptor francès. Baffie (sovint només se'l refereix pel seu cognom) és conegut per les seves càmeres ocultes.
La seva obra de teatre Toc Toc (2005), sobre el trastorn obsessivocompulsiu, va ser traduïda al castellà per Julián Quintanilla el 2010 i al català per Jordi Galceran. Fou un èxit de taquilla a Espanya, on estigué deu temporades (3.000 espectacles a l'escenari i un milió d'espectadors), a l'Argentina durant nou anys i a Mèxic on es van representar més de 1.000 espectacles.

## Filmografia

### Guionista[3]
- 2000: La Taule d'Alain Robak
- 2003: Les Clefs de bagnole, ell mateix.

### Actor[3]
- 1985: Panorama per matar de John Glen: un home entre la multitud a París (figuració, no acreditada)
- 1997: La Cible de Pierre Courrège: un reporter de TV12
- 2001: Sexy Boys de Stéphane Kazandjian: el cap de la caixa de so.
- 2003: Les Clefs de bagnole, de Laurent Baffie
- 2005: Iznogoud de Patrick Braoudé: un príncep (cameo)
- 2007: L'Âge des ténèbres de Denys Arcand: ell mateix
- 2012: Bref, episodi 53: "Y'a des gens qui m'énervent": ell mateix
- 2016: Le Cabanon rose de Jean-Pierre Mocky
- 2018: Neuilly sa mère, sa mère de Gabriel Julien-Laferrière: ell mateix

### Director[3]
- 1999: Hot Dog (curtmetratge)
- 2003: Les Clefs de bagnole

### Productor[3]
- 1999: Hot Dog (curtmetratge)
- 2003: Les Clefs de bagnole

## Teatre
Laurent Baffie és el director de totes les seves obres.
- 2001: Sexe, Magouilles et Culture générale (també actor)
- 2005: Toc Toc, dirigida per l'autor, Théâtre du Palais-Royal.
- 2008: Un point c'est tout!, dirigida per l'autor, Théâtre du Palais-Royal.
- 2010: Laurent Baffie est un sale gosse, (realitzant una gira per França, després al Théâtre du Palais-Royal i finalment a l'Olympia).
- 2011: Les Bonobos, Théâtre du Palais-Royal.
- 2014: Sans filtre, Fontaine Theatre (també actor).
- 2016: Jacques Daniel, Théâtre de la Madeleine.
- 2018: La très Jolie Trilogie, Théâtre du Splendid .

## Publicacions
- Sexe, magouilles et culture générale, Albin Michel, 2002. ISBN 2226133399
- Tu l'as dit Baffie. Concentré de vannes, Le Cherche midi, coll. "El sentit de l'humor», 2005. ISBN 2749103851
- Prefaci de Le Petit Livre de merde de Matt Pagett, Chiflet i Cia., 2008.ISBN 2351640586
- Le Dictionnaire de Laurent Baffie, Éditions Kero, 2012. ISBN 2366580061
- Què és aquest embolic?, Editorial Kero, 2013. ISBN 2366580622
- 500 questions que personne ne se pose, Éditions Kero, 2014. ISBN 9782366581164
- Dictionnaire des noms propres (ou presque !), Éditions Kero, 2015. ISBN 978-2-36658-164-5
- La boîte à Baffie, Editions Marabout, 2017. ISBN 978-2501125802
- Mes petites annonces drôles, poétiques ou franchement limites, Éditions Kero, 2017. ISBN 978-2366583915
- Le Dico 2, Éditions Kero, 2019.